# Berestje
Berestje (Wit-Russisch: Бярэсце; Russisch: Берестье) is een archeologisch museum in de Wit-Russische stad Brest. Het museum is genoemd naar de middeleeuwse nederzetting die als voorloper van het huidige Brest geldt.
De archeologische site van Berestje dateert uit de 11e-13e eeuw en bevindt zich nabij de samenvloeiing van de rivieren Westelijke Boeg en Moechavets, op het territorium van de latere Vesting van Brest. De opgravingen begonnen in 1968 onder leiding van professor P.F. Lysenko. Tijdens de opgravingen werden meer dan 1800 vierkante meters opengelegd, hierbij werden drie straten en meer dan 200 woonhuizen en huishoudelijke bouwsels ontdekt, en rond veertigduizend voorwerpen gevonden. Na de opgravingen werd de site omgevormd tot een museum dat op 2 maart 1982 voor het grote publiek opengesteld werd.
Het opengelegde terrein, dat bezichtigd kan worden, beslaat 1000 vierkante meter. Het 13e-eeuwse niveau ligt vier meter diep. Hier zijn de resten van een dertigtal houten woonhuizen en huishoudelijke gebouwen te zien, die samen twee straten vormen. Ook de straten zijn van hout. Rond dit terrein bevinden zich exposities met verschillende voorwerpen uit de opgravingen. Het betreft artefacten van metaal, aardewerk, hout, glas, bot en textiel, waaronder talrijke versieringen (juwelen), keukengerei, onderdelen van de weefgetouwen. De hele expositie bevindt zich in een modern paviljoen van beton, staal en aluminium, waarvan de oppervlakte 2400 vierkante meter bedraagt. Het museum herbergt ongeveer 43 duizend voorwerpen, zowel in tentoonstellingsruimtes als in depots.